# Гаджиев, Магомед Магомедович (самбист)
Магомед Магомедович Гаджиев (род. 24 декабря 1990, Кизляр, Дагестанская АССР) — российский самбист и дзюдоист, призёр чемпионатов России по самбо,  обладатель Кубка России 2020 года, бронзовый призёр открытого чемпионата Беларуси по дзюдо, чемпион Европы по самбо, мастер спорта России международного класса. По самбо выступал в первом (до 68 кг) и втором (до 74 кг) полусредних весах. Представляет клуб «Самбо-70». Тренировался под руководством Сергея Лукашова, В. В. Сальникова и Дмитрия Кабанова.
Младший брат Шамиль также занимается самбо, является бронзовым призёром чемпионата России 2023 года, мастер спорта России.

## Спортивные результаты
- Открытый чемпионат Беларуси по дзюдо 2013 года — ;
- Чемпионат России по самбо 2014 года — .
- Кубок России по самбо 2020 года — ;
- Чемпионат России по самбо 2020 года — ;
- Чемпионат России по самбо 2021 года — ;
- Первенство России среди молодёжи 2011 года — ;
- Всероссийская спартакиада 2022 года — ;
- Международный турнир Татарстан 2019 года — ;
- Самбо на Всероссийской спартакиаде 2022 — ;